# Rassemblement universel pour la paix
Le Rassemblement universel pour la paix est une organisation politique internationale créée lors du Congrès universel pour la paix réunissant 5 000 participants au stade du Heysel à Bruxelles du 3 au 6 septembre 1936, se donnant pour objectifs le soutien à la Société des Nations fragilisée par la seconde guerre italo-éthiopienne sans cependant se dire ouvertement antifasciste. Grâce aux adhésions collectives de mouvements politiques très divers (des conservateurs britanniques ou des communistes), il peut revendiquer dès 1936 des centaines de millions d'adhérents dans le monde, mais il subit un lent déclin en 1939 et 1940.
Sa création est un projet porté en 1935 et au début de 1936 par plusieurs personnalités en vue telles que les représentants du Front populaire Édouard Herriot et Pierre Cot ou les trois Prix Nobel de la paix Norman Angell, Philip Noël-Baker et Lord Robert Cecil. Louis Dolivet, lié au Komintern par l'intermédiaire de Willi Münzenberg, joue également un rôle essentiel quoique non officiel.
Il soutient les Républicains espagnols durant la guerre d'Espagne, Tchang Kaï-chek dans la seconde guerre sino-japonaise, dénonce l'Anschluss, les accords de Munich et, ce qui provoque le départ des communistes, le Pacte germano-soviétique.
Il a construit le « pavillon de la Paix » de l'Exposition universelle de 1937.
Grâce à Louis Dolivet, qui rompt en même temps que Willi Münzenberg avec le stalinisme, le RUP échappe à la tentative de dissolution des organisations créées par ce dernier, opérée par Bohumir Smeral, émissaire de Staline, à partir de décembre 1936. Mais le début de la Seconde Guerre mondiale signe le déclin du RUP, au même titre que celui de la SDN, dont Lord Robert Cecil fut un soutien important, grâce à la League of Nations Union.
Les Comitati d'Azione per l'Universalità di Roma, mouvement international favorable à Mussolini, ont réagi au Congrès universel pour la paix de 1936 en organisant simultanément à Bruxelles à la même date le Congrès pour la réforme de la Société des Nations.
En 1936, La Poste française émet un timbre-poste de 1 f 50

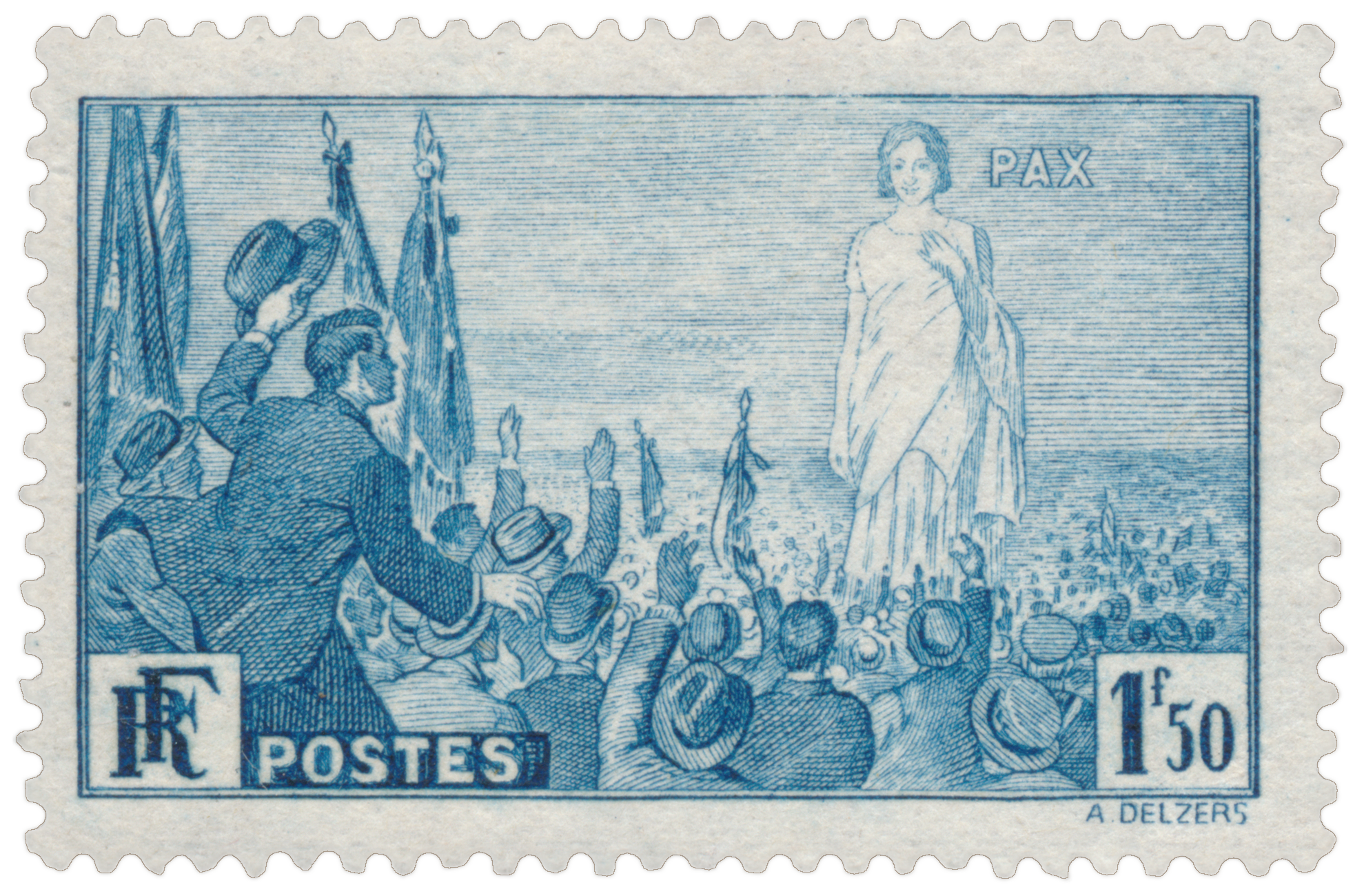
Timbre commémorant le Rassemblement universel pour la paix.